# 大雪師走
大雪 師走（おおゆき しわす、生年未詳・12月8日生）は、日本の女性漫画家、イラストレーター。愛知県名古屋市出身、名古屋造形芸術大学卒業。1974年よりハムスターを飼い始め、動物観察漫画の第一人者として知られる。尊敬する漫画家はますむらひろし。
1987年、当時偕成社から発行されていた『コミック・モエ』のコミック賞を受賞しデビュー。
1988年より同誌に連載を開始した、ハムスターを題材にした4コマ漫画「ハムスターの研究レポート」は日本にハムスターブームを引き起こした。その後白泉社『月刊メロディ』に舞台を移し2002年8月号から12月号まで連載を続けるが、その後いったん連載を休止し、同じ白泉社の『silky』に連載を移すことになった。
デビューした当初は会社員との二足のわらじを履いていたが、後に専業の漫画家となり、主に動物を主人公としたファンタジーを数本連載している。現在は漫画を執筆していないが、2022年3月現在も、『朝日新聞』のコラム「いわせてもらお」にてイラストを長年担当している。

## 作品リスト
- ハムスターの研究レポート（偕成社、白泉社） - 白泉社、『silky』（2006年12月号から）にて連載再開（2008年まで）。偶数号に掲載。
- はりはりハリ太郎（白泉社） - 『silky』の奇数号に掲載。「ハムスターの研究レポート」との月替り連載であった。
- ものギャグ コタマくん (集英社)
- だっくす（白泉社）
- はち（ソニー・マガジンズ）